# التئام الجروح دون ندوب
التئام الجروح دون ندوب هي العملية التي تمكن الجروح البليغة من الالتئام دون ترك أثر دائم للأنسجة التي تضررت بسبب الجروح.
في معظم حالات التئام الجروح تتشكل الندوب بسبب التليف وتقلصات الجروح، ولكن في عملية الالتئام الكامل تتولد الأنسجة من جديد دون ترك أي ندوب.
يعد كلا من تحسن علامة الندبة والالتئام دون ترك أي ندوب مجالين مهمين ومترابطين في الطب، وقد تزايدت الأبحاث المنشورة حول هذا الموضوع في التسعينيات -1990م- حيث يعد هذا المصطلح حديثاً نسبيًا في المؤلفات والمنشورات (كالمجلات والصحف).
تلتئم جروح الأجنة دون تشكيل أي ندوب ولكن تختفي هذه الميزة خلال مرحلة النمو، وأما بالنسبة إلى الحيوانات فتستطيع بعض البرمائيات أيضًا تجديد أنسجتها مثل قنفذ البحر البالغ.

## الندوب والتئام الجروح دون ندوب
تتشكل الندوب نتيجة لتضرر الأنسجة أو فقدانها تبعا لإصابة ما، إما بسبب العمليات الحيوية أو الجروح أو غيرها، وتحدث هذه العملية لتعويض الأنسجة المفقودة. إن عملية تشكيل الندبة عملية معقدة فهي تتضمن الاستجابة الالتهابية وإعادة التشكيل ضمن النشاطات الأخرى للخلية، وتتضمن هذه العملية أيضا عدة عوامل نمو وسيتوكينات بالإضافة إلى تفاعلات المصفوفة خارج الخلية، وتُعد معظم الخلايا التي تتسبب في تشكيل الندبة هي خلايا ذات نوع واحد (خلايا صاري). 

الشكل1: 

أ) ألياف الكولاجين في الجلد الطبيعي«نسج سلة»
ب) ألياف الكولاجين متوازية في نسيج ندبة

تَشَكُّل الندوب قد يحدث مشاكل جسدية ونفسية وعبئاً سريريًا كبيرًا، وهذا يوضح لمَ يُعَّد الالتئام دون ترك ندوب موضوعاً مهمًا.
تتشكل الندوب بسبب الناتج النهائي لعملية علاج الجرح كالذي يحدث عندما يصطف الكولاجين بصورة غير طبيعية في نسج الندبة. ففي الندوب، يصطف الكولاجين في حزم متوازية من ألياف الكولاجين، بينما يصطف الكولاجين في النسيج الصحي الخالي من الندوب على هيئة «نسج سلة» (الشكل 1)، ويعد الفرق في اصطفاف الكولاجين وقلة وجود أنسجة جلدية مختلفة عند لَأمِ الجرح الدليل على فشل تجدد الجلد الطبيعي وسبب تكوين الندبة، وتشكل الندوب الحادة الناتجة عن تراكمات الكولاجين التي تعرف بالنوبات القلبية قلقًا عظيما حول العالم بسبب انتشارها بنسبة تتراوح ما بين 32 إلى 72 %.

## التئام الجروح دون ندوب في الطبيعة
على عكس التجدد المحدود لدى البشر البالغين فإن العديد من الحيوانات تستطيع أن تجدد أنسجتها التالفة تمامًا، فتجدد اللافقاريات أطرافاً كاملة فعالة مثل: نجم البحر والدودة المسطحة، بينما يقتصر التجديد للفقاريات على مدى نضج بعض الفصائل المعينة فمثلاً: تستطيع الضفادع الصغيرة (أبي ذنبية) أن تجدد ذيلها وأطراف أخرى مختلفة من جسدها، بينما لا تتواجد هذه القدرة لدى الضفادع البالغة.
وتُستثنى من ذلك فصيلة من البرمائيات تُعرف بالسلماندر، أُجريَ على السلماندر دراسات كثيرة وأثبتت أنها تستطيع أن تجدد بالكامل حتى بعد البلوغ، تمتلك هذه الفقاريات قدرة استثنائية على تجديد أعضائها وذيولها بالكامل (كما تجدد العديد من أعضائها الداخلية وذلك يتضمن الحبل الشوكي) من خلال عملية تدعى بتشكيل البلاستيما حيث تتضمن هذه العملية تغطية الجرح بطبقة من الخلايا الظهارية تُعرف بغطاء الجرح ومن ثم تزويد المنطقة بالأعصاب لترسل إشارات إلى الخلايا المتمايزة الموضعية مثل: (العضلات والغضاريف والأنسجة الضامة) لتعيدها إلى السلالة الخلوية غير المتمايزة التي تعرف أيضاَ باسم خلايا اللُحمة المتوسطة.
تستطيع البلاستيما التجدد والانتشار مرة أخرى لتسمح بإعادة نمو الأطراف بشكل مماثل لما يحدث أثناء عملية النمو، وتُعد الاستجابة السريعة للخلايا البلعمية المضادة للالتهابات عند معالجة جروح السلماندر هي الأساس لقدراتهم على التجديد، حيث كشفت دراسة أن أطراف السلماندر لا تتجدد إذا كانت الخلايا البلعمية مستنفدة بل ستتكون الندوب ويُفقد العضو أو الطرف وظيفته تمامًا، وقد ركزت الأبحاث والطب على اكتشاف كيفية تجديد هذه الحيوانات لأطرافها لأن ذلك قد يحدث تغييرًا عظيمًا في كيفية معالجة التئام الجروح دون ترك ندوب.

## الالتئام عند البشر البالغين والأجنة
ترميم وإصلاح الأنسجة عند أجنة الثدييات مختلف تماما عن آليات الالتئام عند البالغين الأصحاء، إن جروح جلد الجنين خلال مراحل الحمل الأولى لديها قدرة استثنائية على الالتئام سريعًا ودون تشكيل ندوب، ويُعد التئام الجرح بحد ذاته عملية معقدة فهي تتضمن الآليات التي تشكل الندبة وهي كالتالي: الالتهاب، والتنسج الليفي، وتكوين النسيج الحبيبي، وأخيرًا تشكيل الندبة بشكلها النهائي.
منذُ نشر أول تقرير عن التئام الجروح دون ندوب لدى الأجنة منذ أكثر من 3 عقود فقد ركزت الأبحاث جل اهتمامها على الآليات الأساسية التي تفرق ما بين ترميم جرح الجنين دون ندوب والتئام جرح البالغ العادي، وقد وثِّق التئام الجروح دون ندوب عند الأجنة في المملكة الحيوانية بما فيها الفئران والجرذان والقردة والخنازير والبشر. كما يجدر بالذكر، أن قدرة الأجنة على لَأمِ جروحهم دون ندوب تعتمد على حجم الجرح وعلى العمر أيضاً حيث لوحظ تشكيل ندبة عند حدوث جرح مَا بعد عمر حملي معين – غالبا 24 أسبوعا لدى الإنسان- وبينما ظلت آلية التئام الجروح دون تشكيل ندوب عند الأجنة مجهولة فقد أظهرت الأبحاث أنها قد تكون بسبب التفاعلات المعقدة بين مكونات مصفوفة خارج الخلية والاستجابة الالتهابية والوسِطاء الخلويين وعوامل نمو محددة.

## البيئة داخل الرحم
في الأصل، كان يٌعتقد بأن البيئة داخل الرحم – السائل السلوي المعقم الذي يحيط بالجنين- هو المسؤول عن التئام الجروح دون ندوب لأن الجروح الجنينية لم تتعرض لنفس عوامل التلوث التي يتعرض لها جروح البالغين مثل الفيروسات والبكتيريا، ولكن دُحضَت هذه النظرية بعد التأكد من التئام الجروح الجنينية بالطريقة نفسها لدى صغار الكيس الجرابي حيث قد تتعرض هذه الأكياس الجرابية إلى البول والبراز وبيئة مختلفة جدًا عن البيئة الداخلية للرحم الموجودة لدى أجنة الأرحام البشرية، وبالرغم من اختلاف الجروح الجلدية للجرابيات فإن الجروح قد التَأمت دون تشكيل ندوب مما يدحض نظرية البيئة الجنينية لالتئام الجروح دون ندوب.

## خلايا النظام المناعي والاستجابة الالتهابية
يعد الدور الذي تلعبه خلايا الجهاز المناعي والاستجابة الالتهابية سببًا من الأسباب الرئيسية لاختلاف التئام الجروح دون تشكيل ندوب لدى الأجنة وتشكيلها لدى جروح البالغين.
|                          | المكون المحدد | الجنين | البالغ | دوره في التئام الجروح |
| ------------------------ | --- | --- | --- | --- |
| الجهاز المناعي والالتهاب | جروح IL-10 IL-6/8 | مستويات عالية مستويات منخفضة                                                                                              | مستويات منخفضة مستويات عالية                                                                                                  | السيتوكينات المضادة للالتهابات السيتوكينات المحرضة على الالتهابات |
| مصفوفة خارج الخلية (ECM) | حمض الهالوريك، مستقبلات حمض الهالوريك (CD44) تيناسين فيبرونكتين ديكورين فيبرومودولين الكولاجين | مستويات عالية مستويات عالية مستويات عالية مستويات عالية مستويات منخفضة مستويات عالية نسبة مرتفعة من النوع 111 إلى النوع 1 | مستويات منخفضة مستويات منخفضة مستويات منخفضة مستويات منخفضة مستويات عالية مستويات منخفضة نسبة مرتفعة من النوع 1 إلى النوع 111 | الحركة الخلوية، والتفاعلات الخلوية المصفوفة، وهجرة الخلية مضادات الالتصاق، ومضادات تكاثر الخلايا بنية الأنسجة، وانتشار الخلايا/ وهجرتها، والتفاعلات الخلوية المصفوفة منع تكوين اللييفات بنية الأنسجة، وإعادة تشكيل المصفوفة خارج الخلية، وقوة الشد، وتفاعلات مصفوفة الخلية |
| عوامل النمو              | عامل نمو البشرة EGF عامل نمو مشتق من الصفيحات PDGF عامل نمو الخلايا الليفية FGF عامل النمو المحول بيتا-1 TGF-β1 عامل النمو المحول بيتا-2 TGF-β2 عامل النمو المحول بيتا-3 TGF-β3 عامل نمو بطانة الأوعية الدموية VEGF | مستويات عالية مستويات منخفضة مستويات منخفضة مستويات عالية مستويات منخفضة                                                  | انخفاض مع التقدم في السن مستويات عالية مستويات عالية مستويات منخفضة مستويات عالية                                             | تحفيز الخلايا الليفية على إفراز الكولاجين التنسج الليفي ترسب المصفوفة، هجرة الخلايا الليفية، توليد الأوعية ارتشاح العدلات وخلايا البلعمة، والتنسج الليفي، الندوب، والتليف دور محتمل في منع تشكيل الندوب توليد الأوعية                                                      |
| التئام الجروح            | - | كابل أكتين | الخلايا الليفية العضلية | - |

يمكن وصف الجهاز المناعي للجنين بأنه «غير ناضج مناعيًا» بسبب الانخفاض الملحوظ في العدلات وخلايا البلعمة والوحيدات والخلايا اللمفاوية ووسطاء الالتهاب عند مقارنة نسبهم بالنسب الموجودة لدى جروح البالغين.
ومن الناحية الفسيولوجية تختلف نسب العدلات لدى البالغين عند مقارنة أعدادها لدى الأجنة؛ وذلك لأن تركيز العدلات لدى البالغين أعلى من تركيزها لدى الأجنة.
ويؤدي ذلك إلى بلعمة الجرح وإفراز السيتوكينات الالتهابية وإرسالها إلى مكان الجرح مما يؤدي إلى تعزيز الاستجابة الالتهابية العدوانية بشكل أكبر في جروح البالغين، ويٌعتقد أن الوقت الذي تستغرقه عملية الاستجابة الالتهابية عند الأجنة أقصر بكثير من الوقت الذي يستغرقه البالغين لذا لا تتعرض جروح الأجنة لضرر دائم.

## دور المصفوفة خارج الخلية ومكوناتها
ويشكل دور الخلايا الليفية سببًا رئيسيًا آخر لاختلاف كيفية التئام الجروح لدى البالغين والأجنة.
إن الخلايا الليفية مسؤولة عن اصطفاف الكولاجين في المصفوفة خارج الخلية، وتهاجر هذه الخلايا لدى الأجنة في وتيرة أسرع من وتيرة البالغين، كما تنشر الخلايا الليفية ألياف الكولاجين وترتبها بتزامن على عكس ما يحدث عند البالغين، حيث لا ترتب الخلايا الليفية ألياف الكولاجين بالسرعة نفسها وُيعد هذا التأخير في ترسُّب الكولاجين وهجرة الخلايا السبب الأساسي لتشكيل الندوب لدى البالغين.

تختلف بروتينات ومستقبلات سطح الخلية الموجودة في المصفوفة خارج الخلية لدى جروح البالغين عن تلك الموجودة لدى الأجنة، ويرجع ذلك إلى التنظيم المبكر لبروتينات الالتصاق الخلوي مثل الفيبرونيكتين والتيناسين في خلايا الجنين. تُنتجُ جروح أجنة الأرانب في مراحل الحمل الأولى، بروتين الفيبرونيكتين بعد حوالي 4 ساعات من الإصابة بالجرح، وهذا أسرع بكثير مما يحدث عند جروح الأرانب البالغة حيث لا تنُتج خلاياها بروتين الفيبرونيكتين إلا بعد مرور 12 ساعة من الإصابة بالجرح، وبالمثل يترسب التيناسين بسرعة لدى الأجنة، بسبب قدرة الأجنة على إنتاج الخلايا الليفية التي ترسب بروتين الفيبرونيكتين والتيناسين الذي يساعد الخلايا على الهجرة والالتئام دون تشكيل ندوب.

يُعد حمض الهالوريك (HA) غليكوز أمينوغليكان، عنصرًا رئيسي آخر من عناصر المصفوفة خارج الخلية، يحتوي جلد الجنين على حمض الهالوريك بنسبة أكثر مما يحتويه جلد البالغين بسبب وجود مستقبلات حمض الهالوريك بصورة أكبر لدى الأجنة، وتُعد المهمة الأساسية لمستقبلات حمض الهالوريك هي تنظيم وتجهيز السيتوكينات الالتهابية (الإنترلوكين -)1 (IL-1)
وعامل نخر الورم ألفا (TNF-α)؛ لأن الجروح الجنينية تحتوي على عدد أقل من الوسطاء المحرضين على الالتهاب مقارنة بجروح البالغين ويُعتقد بأن مستويات حمض الهالوريك العالية هي ما يساعد على التئام جروح الأجنة دون تشكيل ندوب.

وأظهر تحليل سلسلة الحمض النووي أن سمات التعبير الجيني تختلف اختلافا كبيرًا بين جروح الأجنة التي تلتئم دون تشكيل أي ندوب وبين وجروح المواليد -بعد الولادة- التي تشكل الندوب، كما يُعتقد أن العامل الرئيسي لالتئام الجروح سريعًا لدى الأجنة يرجع إلى التنظيم الكبير في الجينات المرتبطة بنمو الخلايا وانتشارها، وبينما تُشفى جروح الأجنة تمامًا دون تشكيل أي ندوب -بناءً على أعمارهم- إلا أن الثدييات البالغة لا تملك هذه القدرة المميزة ولكنها تملك بعض خصائص التجديد، ويقتصر التجديد الكامل للبالغين على أعضاء معينة مثل: الكبد.

## التجديد المستمر عند البالغين
هنالك بعض الأمثلة على التجدد المستمر للإنسان بعد الولادة وحتى مرحلة البلوغ، وعمومًا، تعتمد عملية التئام الجروح لدى البالغين على العمليات الليفية التي تسبب تقلص الجرح مما يؤدي إلى تشكيل الندوب. وتُصنّع الأنسجة الجديدة تماما خلال عملية التجديد مما يؤدي ذلك إلى شفاء الجروح والتئامها تمامًا دون ندوب حيث يتم إعادة بناء العضو ووظيفته، ومع ذلك فإن تجديد الأعضاء ليس مفهومًا بشكل واضح تمامًا.

يُعرف حاليًا نوعان من التجدد البشري الكامل للبالغين وهما: التجدد التلقائي والتجدد المستحث.
يحدث التجديد التلقائي في جسم الإنسان بشكل طبيعي ويُعد تجديد الكبد المثال الأكثر شهرة على ذلك، يمكن للكبد أن يجدد ما يصل إلى ثلثي كتلته عندما يُستأصل جراحيًا أو بعد تعرضه لنوبة إقفارية أو بعد تعرضه للسموم الضارة.

الشكل 2: 

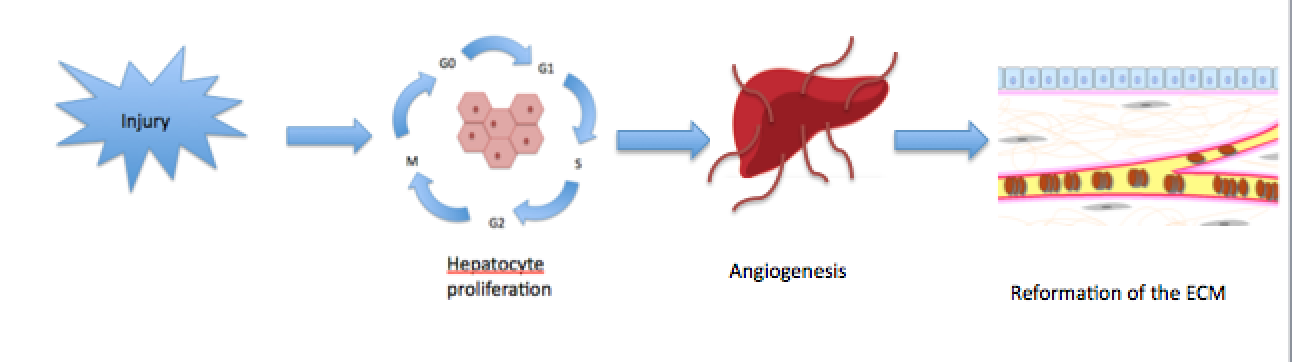
آلية تجديد الكبد لدى البشر البالغين

ويمكن للكبد أن يعود إلى حالته السابقة دون وجود أي ندوب من خلال هذه الآلية، وعلى الرغم مما يقارب 80 عاما من البحوث على كيفية تجديد الكبد إلا أن الكثير من المناقشات لا تزال تحيط بالآليات الدقيقة التي تسبب هذه العملية. ويُعد تجديد بطانة الرحم مثال آخر على التجدد التلقائي، فيتجدد الرحم بعد نزول الطمث خلال سنوات الإنجاب، وتتجدد غدد بطانة الرحم من الطبقة القاعدية من جدار الرحم الطبقة الوظيفية دون تليف أو تشكيل ندوب.

اكتُشفَ في الآونة الأخيرة، بأن الكلى لديها القدرة على التجدد بعد إزالة أو عجز إحدى الكليتين، فتتضاعف الكلية الأخرى في الحجم لتعوض فقدان الكلية الأخرى، ويُعرف هذا بالنمو التعويضي. وأما في التجدد المستحث يحفز مصدر خارجي عضو «غير تجديدي» ليكون بمثابة إجراء علاجي للجسم، وما يزال التجديد المستحث يُجرب حاليا ليحل محل زرع الأعضاء، وللقضاء على حالات رفض الجسم للعضو، وعدم وجود المتبرعين وحدوث الندوب.
| الأنسجة        | نوع التجديد | آليات التجديد وأدوات البحث الحالية                                                               |
| -------------- | ----------- | ------------------------------------------------------------------------------------------------ |
| عضلة القلب     | مستحث       | باستخدام التمايز من الخلايا الجذعية الجسدية في خلايا عضلة القلب.                                 |
| الغدة الصعترية | مستحث       | تنظيم بروتين FOXN1 الذي يسبب زيادة مستقبلات الخلية الظهارية الصعترية، والذي يجدد الغدة الصعترية. |
| المهبل         | مستحث       | إعادة بناء العضلات المهبلية والخلايا الظهارية باستخدام السقالات القابلة للتحلل.                  |
| الجلد          | مستحث       | استخدام سقالة الكولاجين النشطة المتجددة لمنع انكماش الجرح.                                       |
| العصب المحيطي  | مستحث       | استخدام سقالة الكولاجين النشطة المتجددة لمنع انكماش الجرح.                                       |

## العبء السريري والمضاعفات
بعد الإصابة أو الجراحة، فإن الهدف الرئيسي للطبيب هو استعادة المريض وظائفه الكاملة والمساعدة في ضمان عودته إلى حالته الطبيعية قبل الصدمة الجلدية أو الجراحة بقدر المستطاع، ولكن ضمان عودة المرضى إلى مظهرهم الأصلي وعودة وظائف أعضائهم الطبيعية إلى حالتها السابقة أمر صعب أحيانًا بسبب وجود الندوب.
لم يٌلحظ التئام جروح البشر دون تشكيل ندوب بعد فترة الحمل الصحي حتى الآن، ولكن لوحِظ التئام جروح الأجنة فقط، ما يستطيع الأطباء فعله الآن هو تخفيف الندبة فقط حتى لا تظل واضحة، وتقترح هيئة الخدمات الصحية الوطنية عددا من الطرق المختلفة للقيام بذلك بما في ذلك حقن الستيرويد القشراني، وكريمات الجلد، وجل السيليكون، والضمادات الضاغطة، وحشو الجلد، والعلاج الإشعاعي والعلاج بالليزر، وعلى الرغم من أن هذه الطرق تقلل من وضوح الندوب المرئية إلا أنها لا تخفيها تمامًا.
يتم إنفاق مليارات الجنيهات على عمليات تجميل الجروح في هيئة الخدمات الصحية الوطنية كل عام، ووفقًا للحادثة التي حصلت بين عامي 2014 و2015 م في إنجلترا وويلز، فقد أصيب 19,239 شخصًا بحروق تتطلب الرعاية في المستشفى وبالإضافة إلى التكلفة المالية الكبيرة لعلاجهم، فإن تكلفة معالجة الندوب تُعد تكلفة هائلة أيضًا.
ووجدت إحدى الدراسات التي أجريت على نوعية حياة المرضى الذين يعانون من الندوب أن أكثر من نصف المشاركين شعروا بالخجل من ندوبهم وأن علاقاتهم الشخصية قد تدهورت، كما قد حاول 68٪ إخفاء ندوبهم؛ لأن حياتهم العملية وثقتهم بنفسهم وقدرتهم على التواصل مع الآخرين قد تأثرت سلبًا، ويمكن أن تقلل الأبحاث المستقبلية والمتقدمة في كيفية التئام الجروح دون تشكيل ندوب من التكاليف على منسوبي هيئة الخدمات الصحية الوطنية كما قد تحسن أيضًا من نوعية الحياة التي يعشها العديد من الأشخاص المتضررين.